# Henning Voscherau
Henning Voscherau (ur. 13 sierpnia 1941 w Hamburgu, zm. 24 sierpnia 2016 tamże) – niemiecki polityk, prawnik i samorządowiec, działacz Socjaldemokratycznej Partii Niemiec, w latach 1988–1997 burmistrz Hamburga.

## Życiorys
W 1961 ukończył szkołę średnią, po czym do 1968 studiował prawo i ekonomię na Uniwersytecie Hamburskim. Doktoryzował się w dziedzinie prawa w 1969. Zdał państwowe egzaminy zawodowe. W 1971 został asesorem notarialnym, a w 1974 notariuszem w Hamburgu. Praktykę zawodową prowadził przez wiele lat, zawieszając ją na czas sprawowania urzędu burmistrza.
W 1966 dołączył do Socjaldemokratycznej Partii Niemiec. W 1970 został radnym okręgu Wandsbek, od 1974 sprawował mandat posła do Hamburgische Bürgerschaft. Od 1981 pełnił funkcję zastępczy przewodniczącego hamburskiej SPD. W 1982 został przewodniczącym frakcji deputowanych socjaldemokratów. Ustąpił z tego stanowiska w 1987, krytykując działania ówczesnego burmistrza dotyczące rozwiązania problemu squatów na Hafenstraße. W następnym roku sam objął urząd burmistrza Hamburga, który sprawował do 1997. Kilka lat później bez powodzenia próbował powrócić do aktywnej polityki, nie zyskując jednak wsparcia dla swojej kandydatury na burmistrza w szeregach partyjnych.
W kadencji 1990–1991 był przewodniczącym Bundesratu.